# Mahe Malafu
Mahe Malafu (n. 24 de febrero de 1998) es un futbolista tongano que juega en la posición de portero en el Veitongo F.C. y en la selección nacional de Tonga.

## Trayectoria
Malafu comenzó su carrera en el Veitongo F.C. En 2017 jugó los tres partidos de la clasificación a la Liga de Campeones de la OFC.

## Selección nacional
En 2017, fue convocado por Timote Moleni para participar en los Mini Juegos del Pacífico de 2017 como portero de la selección nacional, debutando el 2 de diciembre de 2017, en una derrota por 8-0 contra las Islas Salomón, donde jugó los 90 minutos completos.